# Лас-Вегас (телесериал)
Не следует путать с телесериалом «Вегас».
«Лас-Вегас» (англ. Las Vegas) — американский детективный телесериал, транслировавшийся по NBC с 22 сентября 2003 по 15 февраля 2008 года и рассказывающий о работе службы безопасности крупного отеля-казино в Лас-Вегасе.
Сюжет фокусируется на команде людей, работающих в вымышленном казино Монтесито. Им приходится решать многие вопросы, начиная от парковки автомобилей служащими отеля, работой в ресторане и заканчивая управлением безопасностью казино.
Сериал с самого начала «заточен» на Эда Делейна (Джеймс Каан) и Дэнни МакКоя (Джош Дюамель). Эд — экс-сотрудник ЦРУ, начальник службы безопасности (позже стал исполнительным президентом Монтесито), работа которого состоит в том, чтобы управлять ежедневными операциями казино. Дэнни МакКой — протеже и лучший помощник Делейна, а после ухода Эда занимает его должность.
Сериал заканчивается клиффхэнгером, потому что NBC отменил съемки после пятого сезона.

## Съёмки
Для съёмок первого сезона в качестве отеля Монтесито был использован отель по адресу 3248 Las Vegas Boulevard South. Во втором сезоне здание казино Монтесито расположено уже по адресу 3842 Джайлс-стрит, где на самом деле находится обычная парковка.
Первоначально планировалось снять 4 сезона, но затем было принято решение снять ещё один. 15 февраля 2008 г. в эфире канала показали последнюю серию.

## Список персонажей

### Главные герои
- Дэнни МакКой (Джош Дюамель) 1-5 сезоны. Родился и вырос в Лас-Вегасе, бывший морской пехотинец США с партизанской подготовкой и обучением разведке. Дэнни первоначально был учеником Эда Делейна и его другом, позже был назначен главой службы безопасности. Пилотный эпизод показан в значительной степени с его точки зрения, где он ведет повествование от первого лица, включая потоки сознания. Позже его закадровый голос убрали, хотя он и оставался главным героем на протяжении всех пяти сезонов. После отставки Эда в 3 сезоне, Дэнни стал исполнительным президентом по операциям в Монтесито на короткий период. Однако, после возвращения Эда, Дэнни официально восстановили в должности начальника службы безопасности. К концу 2 сезона, его отец Ларри МакКой умирает в результате несчастного случая, и Дэнни наследует строительную компанию и дом отца. Дэнни продает дом и использует деньги, чтобы заплатить за квартиру. Был призван на военную службу в Ираке в конце первого сезона. В первой серии второго сезона страдает от посттравматического стрессового расстройства, из-за того, что он вызывает удар с воздуха на свой отряд, когда они попадают в засаду, все погибают кроме него, награждён Серебряной звездой. В первом сезоне встречается с Делиндой. Дэнни и Мэри знают друг друга с детства, их отношения очень запутаны. Он делает Мэри предложение, но она разрывает помолвку, потому что думает, что Дэнни надо разобраться в себе. В конце концов он начинает жить с Делиндой, которая беременна их первым ребенком. Дружит с Майком.
- Эдвард Мелвин «Эд» Делейн (Джеймс Каан) 1-4 сезоны. Эд является исполнительным президентом Монтесито и бывшим членом совета директоров. Начинает в качестве главы безопасности и наблюдения, но в конце восьмого эпизода его повышают, когда Гэвин Брансон (Джеймс Макдэниэл) становится владельцем Монтесито. Эд — любящий муж и отец, а также человек, по-отцовски опекающий сотрудников, особенно Дэнни. Несмотря на это, он — жесткий человек и не смущается применять силу, чтобы получить то, что хочет. Его прошлое в ЦРУ дает о себе знать несколько раз. Эд никогда не пойдет на поводу у другого, он достаточно вспыльчив и может дать отпор любому. Хотя он заботится о сотрудниках и опекает их, они его побаиваются. Только два человека имеют на него влияние — жена и дочь. Им он не отказывает, будь то посещение семейного психолога или участие в конкурсе собак. В течение 3 сезона, Эд временно выходит на пенсию, но возвращается, когда Кейси Мэннинг покупает казино. Эд покидает казино, когда его начинает разыскивать полиция Лас-Вегаса за убийство отца Мэри Коннелл, и уходит в подполье. Эд возвращается, чтобы работать на ЦРУ и направляется в Париж, Франция. Его сотрудники обращаясь к нему, называют его Эдом или «босс».
- Майк Кеннон  (Джеймс Лесур) 1-5 сезоны. Инженер со степенью бакалавра и с учеными степенями Массачусетского технологического института в машиностроении. Хорошо разбирается в компьютерах. В первом сезоне работает главным парковщиком, но Эд Делейн переводит его в отдел безопасности во время военной службы Дэнни. Остается сотрудником службы безопасности несмотря на то, что стал меньше зарабатывать по сравнению с работой на парковке. Страдает клаустрофобией (1x13). В пилотном эпизоде говорится, что у Майка есть жена и дочь, однако эта сюжетная линия по-видимому была закрыта. Во 2 сезоне Майк и Несса становятся близки, пока Несса не уезжает не попрощавшись, чтобы быть с отцом и сестрой. В 5 сезоне, когда Дэнни становится президентом операций, Майка назначают начальником охраны и наблюдения. Майк и Дэнни — лучшие друзья, Дэнни всегда называет его Майки. Есть некоторое несоответствие, непонятно является ли Майк местным жителем или нет. В первом сезоне заявлено, что он — местный житель (1x10). Однако, в более поздние сезоны он заявил, что остался в Лас-Вегасе, чтобы расплатиться с долгами. Майк всегда называет Эда «мистер Ди».
- Саманта Джейн «Сэм» Маркес  (Ванесса Марсел) 1-5 сезоны.
- Дэлинда Делейн  (Молли Симс) 1-5 сезоны.
- Мэри Коннелл  (Никки Кокс) 1-4 сезоны.
- Ванесса «Несса» Холт  (Марша Томасон) 1-2 сезоны.
- ЭйДжей Купер  (Том Селлек) 5 сезон.

### Второстепенные герои
- Джиллиан Делейн  (Шерил Лэдд) Сезоны 1-5. Жена Эда, мать Делинды
- Луис Перес  (Гай Экер) Сезоны 1-2. Детектив полиции Лас-Вегаса, друг Денни и Мэри.
- Гюнтер  (Гарри Гренер) Шеф-повар.
- Митч  (Митч Лонгли) Постоянный член команды наблюдения. Актер, который играет его, страдает параличом нижних конечностей и использует инвалидное кресло.
- Сарасвати Кумар  (Лакшми Манчу). 1-4 сезоны.

## Приглашённые звезды
- Алек Болдуин — Джек Кэллер, эпизоды 12 и 32
- Эллиотт Гулд — Профессор, эпизод 4
- Брайан Остин Грин — Коннор Миллс, эпизод 14
- Пэрис Хилтон — Мэдисон, невеста Коннора Миллса, эпизод 14
- Деннис Хоппер — Джон Кастилье, эпизод 16
- Джон Ловитц — Фред Питербаг, эпизоды 14, 25 и 46
- Джерри О’Коннелл — Детектив Вуди Хойт
- Сильвестр Сталлоне — Фрэнк, эпизоды 35 и 41
- Жан-Клод Ван Дамм — в роли самого себя, эпизод 15
- Тони Орландо — в роли самого себя, эпизод 43
- Ашанти — в роли самой себя, эпизод 46
- Джон Бон Джови — в роли самого себя, эпизод 47
- Глэдис Найт — в роли самой себя, эпизод 47
- Джон Илуэй — в роли самого себя, эпизод 47
- Майкл Бубле — в роли самого себя, эпизод 27
- Клинт Блэк — в роли самого себя, эпизод 28[3]
- Тим Бэгли — Стэн Путаска, 1 эпизод